# Semiothisa guapilaria
Semiothisa guapilaria är en fjärilsart som beskrevs av William Schaus 1911. Semiothisa guapilaria ingår i släktet Semiothisa och familjen mätare. Inga underarter finns listade i Catalogue of Life.